# Травковское сельское поселение
Травковское сельское поселение — муниципальное образование в Боровичском муниципальном районе Новгородской области.
Административный центр — посёлок Травково, находится в 15 км к юго-западу от города Боровичи.

## География
Площадь территории сельского поселения — 22047,2 га.
Территория сельского поселения граничит :
-на севере с Сушиловским сельским поселением;
-на востоке  и юго-востоке с Железковским сельским поселением.
-на остальном протяжении с  Окуловским муниципальным районом.
По территории сельского поселения протекают реки Круппа, Каменка и Сивельба.

## История
Статус сельского поселения и границы установлены областным законом от 22 декабря 2004 года № 373-ОЗ «Об установлении границ муниципальных образований, входящих в состав территории Боровичского муниципального района, наделении их статусом городского и сельских поселений и определении административных центров».

## Население
| 2010 | 2012 | 2013 | 2014 | 2015 | 2016 | 2017 |
| ---- | ---- | ---- | ---- | ---- | ---- | ---- |
| 871  | ↘842 | ↘823 | ↘786 | ↘776 | ↘761 | ↘751 |
| 2021 |      |      |      |      |      |      |
| ↘587 |      |      |      |      |      |      |

## Состав сельского поселения
| №  | Населённый пункт  | Тип                             | Население |
| -- | ----------------- | ------------------------------- | --------- |
| 1  | Абросимовка       | деревня                         | 15        |
| 2  | Большое Фофанково | деревня                         | 6         |
| 3  | Вересимовка       | деревня                         | 12        |
| 4  | Гоголины          | деревня                         | 2         |
| 5  | Горушка           | деревня                         | 6         |
| 6  | Денесино          | деревня                         | 17        |
| 7  | Ерюхино           | деревня                         | 0         |
| 8  | Жаворонково       | деревня                         | 0         |
| 9  | Желомля           | посёлок                         | 205       |
| 10 | Заболотье         | деревня                         | 6         |
| 11 | Загорье           | деревня                         | 6         |
| 12 | Каменное          | деревня                         | 9         |
| 13 | Клементьево       | деревня                         | 0         |
| 14 | Козлово           | деревня                         | 8         |
| 15 | Котельниково      | деревня                         | 15        |
| 16 | Лазарево          | деревня                         | 3         |
| 17 | Малое Фофанково   | деревня                         | 2         |
| 18 | Мнёво             | деревня                         | 1         |
| 19 | Молчановка        | посёлок                         | 49        |
| 20 | Никитино          | деревня                         | 24        |
| 21 | Никитино          | посёлок                         | 5         |
| 22 | Новинка           | деревня                         | 5         |
| 23 | Перхово           | деревня                         | 1         |
| 24 | Петровское        | деревня                         | 0         |
| 25 | Плосково          | деревня                         | 57        |
| 26 | Сутоко-Рядок      | деревня                         | 40        |
| 27 | Сычёво            | деревня                         | 1         |
| 28 | Талицы            | деревня                         | 0         |
| 29 | Травково          | деревня                         | 11        |
| 30 | Травково          | железнодорожная станция         | 43        |
| 31 | Травково          | посёлок, административный центр | 265       |
| 32 | Укроево           | деревня                         | 14        |
| 33 | Ушаково           | деревня                         | 43        |

## Экономика
- ООО «Котельниково»
- ООО     «Производственное хозяйство «Травково»»
- Торговый     ларёк ООО «Империя»
- Магазин ООО     «Баккара»
- Магазин ООО     «Баккара»

## Культура
Дом культуры посёлка Травково, Травковская  сельская библиотека

## Связь
- отделение связи посёлка Травково
- 2 АТС